# 양산 통도사 건륭17년명 아미타후불탱
양산 통도사 건륭17년명 아미타후불탱(梁山 通度寺 乾隆十七年銘 阿彌陀後佛幀)은 대한민국 경상남도 양산시 통도사에 있는 조선시대의 불화이다. 
2002년 6월 7일 경상남도의 유형문화재 제372호 통도사 건륭17년 아미타후불탱으로 지정되었다가, 2018년 12월 20일 현재의 명칭으로 변경되었다.

## 개요
통도사에 보존되어 있는 아미타후불탱인데, 탱화란 천이나 종이에 그림을 그려 액자나 족자 형태로 만들어지는 불화를 말한다.
비단 바탕에 채색하여 그린 이 탱화는, 비단 3폭을 이어 조성하였다. 화면 상단 중앙의 아미타상을 중심으로 팔대보살상과 사천왕상이 좌우에 배치되어 있다. 화면 하단의 좌우 보살상의 육신부 표현은 본존과 유사하나 8두신에 가까운 늘씬한 신체가 특징적이며 영락이나 보관의 표현이 화려하다. 화면의 상단에 표현된 구름은 암자색을 바탕으로 백색 바림으로 다소 입체감을 준다.
화면의 아래쪽 부분 중앙에 있는 기록에 의하면 이 불화는 건륭 17년, 즉 조선 영조 28년(1752)에 조성된 것임을 알 수 있다.
조선시대 불교회화사 연구에 중요한 학술적 자료로 평가된다.

## 참고 자료
- 양산 통도사 건륭17년명 아미타후불탱 - 국가유산청 국가유산포털